# Über Menschen
Über Menschen ist ein Gesellschaftsroman von Juli Zeh aus dem Jahr 2021, der im zweiten Quartal des Jahres 2020, also zu Beginn des ersten Lockdowns während der Covid-19-Pandemie, spielt. Es ist ein ernster und dennoch recht humorvoller Roman über Menschen verschiedenen Charakters, die teils sozial schwierig, aber dennoch liebenswert sind, über ihre Lebensumstände und Beziehungen zueinander. Die Autorin will mit dem Roman „helfen, gewisse Barrieren zu überwinden“. Es geht um mentale Barrieren, um menschlichen, toleranten und angstfreien Umgang mit gegensätzlichen politischen Einstellungen in der Familie und in der Nachbarschaft, um das mutige Ringen um eine eigene Haltung in Konflikten. Diese Herausforderungen werden großteils aus der Perspektive einer jungen Frau namens Dora dargestellt. Vor Dora steht mehrfach die Frage, wie sie dem Alltagsrassismus und Rechtspopulismus begegnen kann. Dora, die mit dem Leben in der Stadt unzufrieden ist – sowohl wegen des Lockdowns als auch ihrer Partnerbeziehung wegen – und nun auf dem Land ihr Glück sucht, verkörpert den Zeitgeist, dessen Problematik Juli Zeh im Roman folgendermaßen ausdrückt:

„Die Tragik unserer Epoche … besteht darin, dass die Menschen ihre persönliche Unzufriedenheit mit einem politischen Problem verwechseln. … Die Unzufriedenheit der Leute ist ein politisches Problem, und zwar von gigantischem Ausmaß. Die Unzufriedenheit ist in der Lage, ganze Gesellschaften zu sprengen. Man braucht nur ein wenig Zündstoff, Flüchtlinge oder Corona, und schon droht das ganze Gebilde auseinanderzufliegen, weil niemand jemals wirklich an die Segnungen von Frieden und Wohlstand geglaubt hat.“

## Orte der Handlung
Der Roman spielt in den Großstädten Berlin und Münster sowie – vor allem – im fiktiven brandenburgischen Straßendorf Bracken im Landkreis Prignitz. Berlin ist der Sitz der  Werbeagentur, für die Dora arbeitet. In Berlin bzw. Münster leben Doras Familienangehörige, darunter ihr vormaliger Lebenspartner Robert, ihr Vater Jojo sowie ihr Bruder Axel mit Familie.
Dora ist von Berlin-Kreuzberg in das Dorf Bracken mit 285 Einwohnern in den äußersten Nordwesten des Bundeslandes Brandenburg gezogen. Sie hat dort ein 4000 Quadratmeter großes Grundstück mit einem Haus in „desolatem Zustand“ erworben, einem ehemaligen Gutsverwalterhaus, das zu DDR-Zeiten als Kindergarten genutzt wurde.
Das Dorf Bracken ist mit dem öffentlichen Verkehr nur schwer erreichbar. Fahrräder – zunächst das im Dorf geliehene und später das eigene aus Berlin nachgeholte – sind ebenso wichtig wie die Hilfsbereitschaft der Nachbarn beim Transport nach Einkäufen, da es nur sporadisch eine Busverbindung zum nächsten Einkaufszentrum gibt.

## Personen (Auswahl)
Die im Buch handelnden Menschen sind keinen einfachen Kategorien zuzuordnen. Einige ihrer Beziehungen zueinander sind voller Widersprüche.
Dora ist im Alter von 36 Jahren mit ihrer Hündin aus Berlin in das Dorf Bracken gezogen. Warum? Dora hat "immer wieder gehört, dass Menschen ein Haus auf dem Land erwerben. Meist als Zweitwohnsitz. Sie tun das in der Hoffnung, dem Kreislauf der Projekte zu entkommen. Alle Leute, die Dora kennt, sind mit diesem Kreislauf vertraut. Man beendet ein Projekt, um gleich darauf das nächste anzufangen. Für eine Weile glaubt man, das aktuelle Projekt sei das Wichtigste auf der Welt,
man tut alles dafür, um es rechtzeitig und so gut wie möglich zu beenden. Nur um dann zu erleben, wie alle Bedeutung im Moment der Fertigstellung kollabiert.
Gleichzeitig beginnt das nächste, noch wichtigere Projekt. Es gibt kein Ankommen. … Inzwischen hat fast jeder heimlich verstanden, dass das sinnlos ist." Aber Dora ist anders. "Dora ist kein typischer Großstadtflüchtling." "Sie kann das: weitermachen, auch wenn es sich unmöglich anfühlt."
Das Dorf ist per Internet gut erschlossen, so dass Dora im Home office als Werbetexterin für eine Berliner Werbeagentur auch nach ihrem Umzug weiter tätig werden kann. Nachdem ihr Arbeitsvertrag mit der Agentur betriebsbedingt gekündigt wird, gelingt es ihr, für den angekündigten Online-Blumenhandel ihres Nachbars ein Werbekonzept aufzustellen, und sie bearbeitet auch Aufträge für einen Heizungsbauer und eine Schneiderei.
Mit dem Umzug hat Dora nicht nur Berlin als ihren Lebensmittelpunkt, sondern auch ihren Partner Robert verlassen, der sich als Öko-Aktivist für Klimaschutzpolitik engagiert und für eine Online-Zeitung im Ressort für Klimafragen arbeitet. „Ihm hat Dora vorgeworfen, dass er sich über andere Menschen erhebt. Dass er sich für einen Supra-Menschen hält.“
Doras Vater Professor Joachim Korfmacher – die Familie nennt ihn Jojo  – ist Chirurg im Fachgebiet der Onkologie an der Charité. Aus beruflichen Gründen pendelt er zwischen Münster und Berlin. Auch im privaten Kreis hält er gern große belehrende Reden. Jojo ist verwitwet und hat eine neue Ehepartnerin, Sibylle, eine Yoga- und Ernährungsberaterin. Das Verhältnis zwischen Dora und Jojo war nach dem Tod seiner Frau eher distanziert. Aber nun hilft er Dora gern: „Ist schön, etwas für dich tun zu können“. Auf Bitten seiner Tochter unterstützt er seine Tochter nicht nur finanziell, sondern kommt auch kurzfristig nach Bracken, um Doras Nachbarn namens Gote in seine Klinik in Berlin zu nehmen, zu untersuchen und ihm eine Medikation zur Linderung des Hirntumors zu verordnen.
Doras Bruder Axel, der „Vorzeigesohn“ von Jojo, ist verheiratet mit der Power-Frau Christine. Sie arbeitet als Rechtsanwältin in einer Berliner Großkanzlei und „übernahm die Aufgabe, für Axels Lebensunterhalt zu sorgen, und erzog ihn zum Hausmann und Vollzeitvater“ ihrer beiden Kinder.
Neben Dora ist Gottfried Proksch, genannt Gote, die Hauptfigur des Romans. Dora und Gote sprechen oft über die Mauer hinweg, die ihre beiden Grundstücke trennt. Er stellt sich selbst als „Dorf-Nazi“ vor. Er hat 1992 mit seinem Vater an den Ausschreitungen in Rostock-Lichtenhagen teilgenommen, wobei Unterkünfte von vietnamesischen Vertragsarbeitern angezündet wurden, was Gote toll fand. Er ist auf Bewährung verurteilt wegen der 3 Jahre zurückliegenden Tatbeteiligung an schwerer Körperverletzung eines vierzigjährigen Mannes, Webdesigner Jonas F., der früher Mitglied der örtlichen Antifa war, in einer Kleinstadt der Ostprignitz. „Von Nazis angepöbelt und niedergestochen wegen ihrer politischen Haltung. Wegen ihres Glaubens an die Demokratie. Das ist Deutschland im 21. Jahrhundert.“
Gote wohnt in einem Bauwagen, während im verwahrlosten Wohnhaus nur seine Tochter Franzi wohnt. Franzi liebt ihren Vater Gote und die Hündin, die Dora nach Bracken mitgebracht hat. Auch diese Tierliebe ist eine Brücke zwischen den benachbarten Grundstücken über die Mauer und die politische Barriere hinweg zwischen der Linksliberalen Dora und dem Neonazi Gote. Überrascht findet Dora in ihrem Schlafzimmer ein von Gote geschaffenes Bett vor, später weitere Möbel. So erfährt Dora, dass Gote einen Schlüssel für Doras Haus hat, ohne ihr Wissen und Einverständnis. Immer wieder kämpft Dora mit der Frage: „Wieviel Abstand braucht eine Linksliberale zum nächsten Neonazi, um in Frieden leben zu können?“ Dora sucht, wie sie aus der Sprachlosigkeit herauskommt, die sie mit „Rassismus-Starre“ bezeichnet. Als auf Gotes Hof Nazi-Lieder gesungen werden, sinniert Dora, „wie früher in kippenden Gesellschaften die Angst das Ruder übernimmt.“ Und sie erkennt: „Es gibt nur ein Mittel dagegen: Zu bekämpfen ist nicht das Böse, sondern die eigene Feigheit.“ Dora sieht nicht nur die Angst eines Einzelnen, sondern wie die Ängste die Demokratie gefährden: „Fest steht, dass alle Ängste haben und dabei meinen, dass nur die eigene Angst die richtige sei. Die einen fürchten sich vor Überfremdung, die anderen vor der Klimakatastrophe. Die einen vor Pandemien, die anderen vor der Gesundheitsdiktatur. Dora fürchtet, dass die Demokratie am Kampf der Ängste zerbricht.“
Zwei in Partnerschaft lebende Männer, der Florist Tom und der Kabarettist Steffen, produzieren mit Hilfe von portugiesischen Studenten Blumengebinde und Gestecke aus Trockenblumen. Dora vermutet hier auch illegalen Cannabis-Anbau. Sie leihen Dora ein Fahrrad und Tom hilft Dora beim Transport nach deren Einkauf. Mit dem „Outfit eines ehemaligen DDR-Bürgerrechtlers oder Wackersdorf-Aktivisten“ wählt Tom offenbar die rechtspopulistische Partei AfD. Warum? „Die da oben behandeln uns doch wie Idioten.“ Und auf Doras Frage, wer die da oben seien, antwortet Tom: „Die Regierung. In Berlin.“ Und weiter: „In Bracken ist man unter Leuten. Da kann man sich nicht so leicht über die Menschen erheben.“ Steffen Schaber geht mit seinem für den 28. April 2020 geplanten, aber wegen Corona abgesagten Kabarett-Programm „Über Menschen“ mit der Neonazi-Szene ins Gericht: „Wisst ihr noch? Ist gar nicht lange her. Vor siebzig, achtzig Jahren. Da wart ihr Übermenschen. Da wart ihr Herrenmenschen… Und heute? … Heute sitzt ihr am Campingtisch. Hinter euch der Bauwagen. Vor euch ein warmes Bier … Übermenschen im Unterhemd … Ihr seid der Abschaum, den ihr immer ausrotten wolltet.“ Dora reagiert auf diese derben Worte über Neonazis mit ihrer Warnung: „Die größte Gefahr im Kampf besteht darin, dem eigenen Feind immer ähnlicher zu werden.“
Als eine junge Frau namens Sadie unverhofft bei Dora erscheint, um ihr Saatkartoffeln zu schenken, lernt Dora, die gerade selbst arbeitslos geworden ist, im Gespräch bei reichlich Kaffee prekäre Lebensumstände kennen. Sadie arbeitet nachts in einer Gießerei am westlichen Rand von Berlin mit einer Stunde Anfahrt, um tags ihre zwei Kinder zu versorgen. „Nur durch die Nachtschicht kann sie tagsüber für die Kinder da sein.“
Juli Zeh zeigt an Dora die Gefahr des „Nicht-Wahrhaben-Wollens“: Als Sadie berichtet, dass Gote und seine Gefährten „den Mann niedergestochen haben“ und
Gote „bisschen was absitzen [musste], der Rest auf Bewährung“, sucht Dora „Gründe, Sadie nicht zu glauben. Sie rechtfertigt Gote, weil sie nicht neben einem Gewalttäter wohnen will. So geht die Produktion von alternativen Fakten.“ „Dora mag keine absoluten Wahrheiten und keine Autoritäten, die sich darauf stützen. … Normalerweise ist ihr Sträuben kein Sich-Wehren. Sie lebt angepasst. Das Sträuben erzeugt eher eine Art Trotz, ein inneres Ankämpfen gegen die Verhältnisse.“
Ein Dorfnachbar namens Heinrich, der im Dorf R2-D2 genannt wird, hilft Dora ungefragt beim Bearbeiten ihres verwilderten Grundstücks. Er macht ausländerfeindliche Witze. „Nur ein bisschen gepflegter Alltagsrassismus.“ „Alltagsrassisten überrumpeln einen aus dem Nichts. Eben noch ein nettes Gespräch, plötzlich ein unkorrekter Spruch. Was dann? Das Gespräch abbrechen und die Unkorrektheit anprangern? Oder die Sache schweigend übergehen, so tun, als hätte man nichts gehört?“ R2-D2 nennt die bei Tom und Steffen arbeitenden Studenten „Pflanzkanacken“, woraufhin Dora überlegt, „ob es möglich ist, Ausländerfeindlichkeit nicht böse zu meinen, aber wenn das einer kann, dann R2-D2.“ Am Ende des Romans tritt eine Pfarrerin Heinrich bei der Beerdigung von Gote auf, offenbar die Ehefrau von R2-D2. Das erstaunt: „Auf Tinder hätten sie sich vermutlich nicht getroffen. Dafür hätte der Algorithmus gesorgt.“
Im letzten Teil des Romans schnitzt Gote eine Wölfin als Holzskulptur. Als er schwer erkrankt ist, veranstaltet das Dorf ein Fest für ihn. „Auch wenn bestimmt alle wissen, dass Gote im Gefängnis war, und denken, dass Dora seine neue Freundin ist. Sie machen eine Party, um die einzige Wahrheit zu feiern, die es gibt: dass sie alle hier und jetzt gemeinsam auf diesem Planeten sind. Als Existenzgemeinschaft.“ So versöhnlich endet der Roman jedoch nicht: In der Auseinandersetzung mit Gote über seinen Ausländerhass wirft Dora ihm Worte der Überheblichkeit entgegen, wegen derer sie ihren Partner Robert und damit Berlin verlassen hatte: „Und ob ich was Besseres bin! Hundertmal besser als du!“ Auch wenn diese Überheblichkeit im Roman als „Mutter aller Probleme“ bezeichnet wird: Der Roman endet mit einem anderen menschlichen Problem, dem Suizid und Begräbnis von Gote.

## Form
Der Roman ist in drei Teile eingeteilt mit den Titeln „Rechte Winkel“, „Saatkartoffeln“, „Raumforderung“, die wiederum in dreizehn bis zwanzig Kapitel unterteilt sind.

## Hintergrund
Juli Zeh knüpft mit „Über Menschen“ an ihr Erfolgsbuch „Unterleuten“ an. Wie Linda Franzen in „Unterleuten“ ist auch Dora in „Über Menschen“ von der Stadt in ein Dorf im Land Brandenburg gezogen und muss sich in die dortigen Gegebenheiten hineinfinden. Der Kampfläufer, ein streng geschützter Schnepfenvogel, erscheint in beiden Romanen. Neben solchen Gemeinsamkeiten unterscheidet sich „Über Menschen“ von „Unterleuten“ durch eine geringere Komplexität der Beziehungen zwischen den handelnden Personen. „In Bracken gibt es jedoch deutlich weniger Leute als einst in Unterleuten. Das Personal ist überschaubar. Das hat damit zu tun, dass Juli Zeh nun nicht mehr multiperspektivisch erzählt, um das ganze Dorfpanorama zu überblicken, sondern immer ganz dicht und im Präsens an ihrer Hauptfigur Dora bleibt.“
Jörg Magenau bezeichnet den Roman als den ersten echten Corona-Roman.

## Auszeichnungen
- 2021: Bayern 2-Publikumspreis beim Bayerischen Buchpreis[5]

## Rezeption

### Rezensionen (Auswahl)
Elke Schmitter bescheinigt Zeh am 22. März 2021 im Spiegel gekonnte, zügige Dramaturgie, „rückstands- und geheimnislos erzählt, wie in einem Roman für die Jugend“, dafür verwende Zeh „pointierte Dialoge sowie Ironie und Ingrimm“.
Für die Süddeutsche Zeitung rezensiert Jörg Magenau am 22. März 2021, ihm gefalle die Überwindung plakativer Zuschreibungen zwischen Berlin und Brandenburg, zwischen Stadt und Land; die von Zeh beschriebenen Konsequenzen aber hält er für „schlicht“ und märchenhaft. Magenau bescheinigt Zeh dabei „wunderbar witzige und entlarvende Dialoge“.
Für Ronald Düker, der den Roman am 8. April 2021 für Die Zeit rezensiert, wird Zehs Engagement für die Freiheit und gegen den Abbau bürgerlicher Rechte deutlich.
Andrea Diener schreibt am 5. Mai 2021 für die Frankfurter Allgemeine Zeitung, die Handlung sei „ziemlich erwartbar“ und bescheinigt Zeh eine „plattitüdenhafte Sprache“ mit schiefen Metaphern und „heftigem Gemenschel“.
In der Frankfurter Rundschau vom 17. Mai 2021 meint Judith von Sternburg, sie hätte mehr erwartet, und nennt die Handlung teils überzogen und „rührstückhaft“. Sie bemängelt, Zeh setze immer wieder auf die Mittel der Fernseh-Dramaturgie. Zehs Witz und die Gegenwärtigkeit des Romans empfindet Sternburg als enorm.
Julia Encke schreibt für die Frankfurter Allgemeine Sonntagszeitung am 5. September 2021, erst hätten alle vom Großstadtleben geschrieben, jetzt seien Dorfromane „das große Ding“. Dabei, so Encke, scheine es immer um das eigene Leben zu gehen: von den Mittelstandsoasen in der Stadt zu den Mittelstandsoasen in der Provinz; die Ur-Dorfbewohner wären dabei bei Juli Zeh nur Staffage, und als herzerwärmende Exoten beschrieben.
Dirk Knipphals schreibt in der taz: „Juli Zeh findet trotz Corona das schroffe wahre Leben auf dem Lande. Und betreibt im Roman Über Menschen emotionale Lesererpressung. [...] Über Menschen ist ein Rührstück.“
Andreas Busche (Der Tagesspiegel): „Da schafft Zeh mit ein paar profanen Sätzen Lebenswirklichkeit, direkt aus dem Corona-Purgatorium.“

### Kommerzieller Erfolg
In den von Media Control erstellten Wochencharts, auf denen die
Börsenblatt-Bestsellerlisten als offizielles Organ der Buchbranche beruhen,
hat Über Menschen im Bereich Belletristik/Hardcover während der 10 Wochen nach Erscheinen viermal auf Platz 1, fünfmal auf Platz 2 und einmal auf Platz 3 gestanden. Es war das meistverkaufte Buch im ersten Halbjahr 2021. Juli Zeh hat deshalb den Media Control Award erhalten.
Vier Monate nach Erscheinen des Romans berichtet der Luchterhand Literaturverlag, dass bisher 350.000 Exemplare bzw. Downloads abgesetzt worden seien, dass die achte Auflage im Druck sei und es „auf alle Fälle einen Verfilmungsvertrag geben“ wird.
Im Gesamtjahr 2021 wurde Über Menschen das zweiterfolgreichste Buch in Deutschland.

### Ausgaben
- Gebundene Originalausgabe. Luchterhand Literaturverlag, München 2021, ISBN 978-3-630-87667-2.
- eBook (epub), Random House ebook, München 2021, ISBN 978-3-641-27718-5.
- Hörbuch MP3-CD. Der Hörverlag, München 2021, ISBN 978-3-8445-4123-6.
- Hörbuch Download. Der Hörverlag, München 2021, ISBN 978-3-8445-4135-9.

### Zitierte Ausgabe
- Juli Zeh: Über Menschen. Gebundene Originalausgabe, München Luchterhand Literaturverlag, München, 2021, 3. Auflage, ISBN 978-3-630-87667-2.  1. ↑  S. 173–174.
  2. ↑  S. 17-18.
  3. ↑  S. 9.
  4. ↑  S. 21.
  5. ↑  S. 345 und 354.
  6. ↑  S. 128.
  7. ↑  S. 266.
  8. ↑  S. 111.
  9. ↑  S. 45.
  10. ↑  S. 365.
  11. ↑  S. 234.
  12. ↑  S. 146.
  13. ↑  S. 235.
  14. ↑  S. 177.
  15. ↑  S. 295–296.
  16. ↑  S. 129.
  17. ↑  S. 128.
  18. ↑  S. 239.
  19. ↑  S. 242.
  20. ↑  S. 216.
  21. ↑  S. 221.
  22. ↑  S. 21.
  23. ↑  S. 86.
  24. ↑  S. 90–91.
  25. ↑  S. 355.
  26. ↑  S. 367.

### Interview
- Juli Zeh im Interview mit Madlen Reimer und Elsa Antolín (Luchterhand Literaturverlag):  Zehn Fragen an Juli Zeh zu »Über Menschen«, Februar 2021.
- Juli Zeh im Interview mit Anja Brockert: Juli Zeh – Über Menschen. SWR2 Lesenswert Magazin, SWR2, 19. März 2021 17:05 Uhr.